# منصور محمد البلوي
منصور بن محمد البلوي، من مواليد محافظة الوجه (1978م)، شاعر وكاتب وأكاديمي سعودي متخصص في نقد السرد، وعضو هيئة تدريس بكلية اللغة العربية بالجامعة الإسلامية في المدينة المنورة. صدرت له عدة مقالات نقدية وأبحاث وكتب تعنى بالسرد في المملكة العربية السعودية، منها: كتاب (الاستهلال السردي في الرواية السعودية المعاصرة) وكتاب (المفارقة في الرواية السعودية المعاصرة مقاربة في البنية والدلالة). وديوان شعري بعنوان: مرج التباريح: ومضات شعرية في المحكي والفصيح. وكتاب (المرايا المتعالية: الميتا سرد والكولاج في الرواية السعودية).

## المؤهلات العلمية
- حصل على درجة الدكتوراة في الأدب والنقد الحديث من كلية اللغة العربية (قسم الأدب والبلاغة) في جامعة الإسلامية بالمدينة المنورة، عام 1439هـ.
- حصل على درجة الماجستير في اللغة العربية وآدابها (أدب ونقد حديث), من جامعة مؤتة بالأردن، عام 1433هـ. وقد حاز درع المركز الأول للمتفوقين.
- حصل على درجة البكالوريوس في (اللغة العربية) من جامعة الملك عبد العزيز، فرع (كلية التربية بالمدينة المنورة), عام 1421هـ.
- حصل على شهادة الثانوية العامة: قسم العلوم الشرعية والعربية، من مدرسة ثانوية الوجه، عام 1416هـ؛ وقد حصل على جائزة تبوك للتفوق العلمي، برعاية أمير منطقة تبوك الأمير فهد بن سلطان آل سعود.

## العمل والمشاركات العلمية
- أستاذ الأدب والنقد الحديث المشارك في كلية اللغة العربية بالجامعة الإسلامية بالمدينة المنورة.
- عَمِلَ أستاذًا غير متفرّغ في قسم اللغة العربية، بجامعة تبوك في الكلية الجامعية بالوجه 1438-1439هـ.
- عضو اللجنة الثقافية في محافظة الوجه (التابعة لللنادي الأدبي في تبوك).
- عضو الجمعية السعودية للأدب المقارن.
- عضو الاتحاد الدولي للغة العربية.
- عضو الجمعية العلمية السعودية للبلاغة العربية.
- حصل على الكثير من الدورات التدريبية، وحضر وشارك في عدد من اللقاءات العلمية والثقافية، وشارك في تحكيم عدد من الأبحاث العلمية والكتب.
- له العديد من المشاركات الشعرية في الشعبي والفصيح.

## المؤلفات والأبحاث العلمية والمقالات النقدية
- صدر له كتاب: الاستهلال السّردي في الرواية السعودية المعاصرة (غازي القصيبي وتركي الحمد نموذجًا)، الدار العربية للعلوم ناشرون، بيروت، ط1, 2016م.[2][7][8]
- صدر له كتاب: المُفارَقَة في الرواية السعودية المُعاصِرَة: مُقارَبَة في البِنية والدِّلالة، النادي الأدبي بالرياض – المركز الثقافي العربي: الدار البيضاء / بيروت، ط1, 2019م.[3]
- صدر له كتاب: المرايا المتعالية (الميتا سرد والكولاج في الرواية السعودية)، دار أدب للنشر والتوزيع، الرياض، ط١، 2023م.
- ديوان شعري بعنوان: مرج التباريح: ومضات شعرية في المحكي والفصيح.[5]
- بحث بعنوان: البِنية الميتا سرديَّة في الرواية السعودية (الخطابات التصديرية أنموذجًا).
- بحث بعنوان: قلق الكتابة وتمرُّد الشخصيات في الرواية السعودية (ما وراء القصّ في المباني الحكائية).
- بحث بعنوان: تمثُّلات الكولاج في الرواية السعودية المعاصرة (مقاربة محايثة في البنية والدلالة).
- بحث بعنوان: رواية "الانمساخ" لفرانز كافكا وأثرها في الرواية السعودية (دراسة مقارنة).
- بحث بعنوان: إشكالية الأنا والآخر في رواية موطن الأسرار لشاكر الأنباري.

نُشرت له عدّة مقالات ودراسات نقدية في الصحف والمجلات، منها:
- تمظهرات نقد الرواية السعودية في الرسائل الأكاديمية.
- الإيقاع المضيء في «هطولٍ لا يجيء» للقاصَّة الدكتورة زكية العتيبي.[9]
- النزعة الكافكيَّة في الرواية السعودية: إطلالة على «حياة السيد كاف لعلي الشدوي، والحالة الحرجة للمدعو (ك) لعزيز محمد، والمسخ لولاء أبو غندر».[10]
- الأنافورا في كتاب «40 في معنى أنْ أكْبُر» للروائية الدكتورة ليلى الجهني.[11]
- وَهَجُ الموتِ في روايات غازي القصيبي.[12]

## من قصائده
قال يرثي والده:
كفى بِكَ حُزْنًا أنْ تُفَارِقَ مَنْ إِذا،

دَهَتْكَ صُرُوفُ الدَّهْرِ جاءَكَ مُنْقِذا !

أبِي، يا افْتِقادًا هَدَّ كُلَّ تَجَلُّدِي،

وضَعْضَعَ صْبْرًا كانَ مِنْ قَبْلُ يُحْتَذَى !

أبِي، يا رَحِيلاً لَوْ تَقَادَمَ عَهْدُهُ،

فَذِكْرُكَ باقٍ ذاكِيَ المِسْكِ والشَّذَا !

أبِي، لَمْ يَعُدْ للعَيْشِ أدْنى لَذَاذَةٍ،

وَهَلْ لِمُصَابٍ فِيكَ أنْ يَتَلَذَّذَا ؟!

سَتَبْكِيكَ رُوحٌ قَدْ تَجَاوَزَ نَزْفُهَا،

دُمُوعَ مآقٍ يَسْتَبِدُّ بِهَا القَذَى !

سَيَبْكِيكَ قَلْبٌ مَا جَرَى نَبْضُهُ فَهَلْ،

يكونُ بُكاءُ القَلْبِ ذَنْبًا ومَأْخَذَا ؟

فإنِّي لِفَرْطِ الوَجْدِ أحْسَبُ أنَّنِي،

جَزُوعٌ؛ فيزدادُ الفُؤادُ تَعَوُّذا !
وقال في الأم:
أُمِّيْ, وَمَنْ غَيْرُ قَلْبِ الأُمِّ يَسْتَمِعُ؟!

لِنَبْضِ قَلْبِيْ, صَحِيحًا أَمْ بِهِ وَجَعُ !

أُمِّيْ, أَيَا حُبُّ لا يَنْفَكُّ يَغْمُرُنِيْ,

يَا دِفْءُ, لَيْسَتْ لَهُ الأكْوَانُ تَتَّسِعُ !
وكتب عن الوطن:
وطَنِي مُقامُكَ في صميمِ فؤادي،

مَنْ ذا يُضاهِي في البلادِ بِلادي؟!

ماذا أقولُ؟ وأنتَ فينا لَمْ تَزَلْ،

بيتَ القصيدِ، وغايةَ الإنْشادِ !
وكتب عن مدينته محافظة الوجه:
يا لائِمِي، اُكْفُفْ عن المُشتاقِ،

إِنِّي أُحِبُّ (الوَجْهَ) من أعْماقي !

أَوَ قَدْ عَجِبْتَ مِن التَّعَجُّلِ نَحْوَهَا؟!

فَاسْألْ تُجِبْكَ لَوَاعِجُ الأشْواقِ !

هذي مدِينتُنا، ومَسْقَطُ رأسِنا،

(وَجْهٌ) كَوَجْهِ الشمسِ بالإشْراقِ !

(وَجْهٌ) تَسَامَقَ بالأصَالةِ أهْلُهَا،

وَتَزَيَّنُوا بالعِلْمِ .. والأخْلاقِ !

ماضِي الجُدُودِ، وحَاضِرٌ لمَّا يَزَلْ،

كَالنَّبْتِ في طَلْعٍ وفي إيراقِ !

خَفَضَتْ جَناحَيْهَا لِزَهْوِ شَبَابِهَا،

كَالأُمِّ في عَطْفٍ وفي إِشْفاقِ !

وَفَمُ الطُّفُولَةِ أرْضَعَتْهُ فَمَا ارْتوى،

وَحَنَتْ عليهِ بِقُبْلَةٍ وَعِنَاقِ !

وإذا رأيتَ البحْرَ يرْفُلُ غَرْبَها،

فالجَفْنُ لا يقْوى على الإِطْراقِ !

تتمازَجُ الأمْواجُ في شُطْآنِها،

مِثْلَ الشِّفَاهِ بِلَيْلَةِ العُشَّاقِ !

يا (وَجْهُ) يا وَجْهَ الشمَالِ ونَبْضَهُ،

أهْواكِ حتى آخِرِ الأرْماقِ !
1. ↑  المالكي؛ رحاب بنت مساعد. الوجه في عهد أبناء المؤسس الملك عبدالعزيز بن عبدالرحمن آل سعود خلال الفترة من (1373-1436هـ / 1953-2015م). دار المفردات.
2. 1 2  "الاستهلال السردي في الرواية السعودية المعاصرة؛ غازي القصيبي وتركي الحمد نموذجاً". www.goodreads.com. مؤرشف من الأصل في 2021-06-23. اطلع عليه بتاريخ 2021-06-26.
3. 1 2  "المفارقة في الرواية السعودية المعاصرة". www.goodreads.com. مؤرشف من الأصل في 2021-06-23. اطلع عليه بتاريخ 2021-06-26.
4. ↑  "قراءة في كتاب (المفارقة في الرواية السعودية المعاصرة) للدكتور/ منصور البلوي". www.al-jazirah.com. مؤرشف من الأصل في 2020-02-03. اطلع عليه بتاريخ 2021-06-26.
5. 1 2  منصور بن محمد البلوي. ديوان مرج التباريح : ومضات شعرية في المحكي والفصيح. دار النابغة للنشر و التوزيع.
6. ↑  "المرايا المتعالية". adab.net. مؤرشف من الأصل في 2023-06-27. اطلع عليه بتاريخ 2023-06-27.
7. ↑  "حركة التأليف والنشر الأدبي في المملكة العربية السعودية". www.goodreads.com. مؤرشف من الأصل في 2021-09-05. اطلع عليه بتاريخ 2021-09-05.
8. ↑  الحراك النقدي حول الرواية السعودية (بar-AR). 2017. Archived from the original on 2021-05-25.{{استشهاد بكتاب}}:  صيانة الاستشهاد: لغة غير مدعومة (link)
9. ↑  "الإيقاع المُضيء في «هُطولٍ لا يجيء» للقاصة: زكية العتيبي". www.al-jazirah.com. مؤرشف من الأصل في 2021-01-02. اطلع عليه بتاريخ 2021-06-26.
10. ↑  "النَّزْعَةُ الكافكيَّة في الرِّوايةِ السعودية". www.al-jazirah.com. مؤرشف من الأصل في 2021-01-02. اطلع عليه بتاريخ 2021-06-26.
11. ↑  "الأنافورا في كتاب (40 في معنى أنْ أكْبُر) لليلى الجهني". www.al-jazirah.com. مؤرشف من الأصل في 2021-01-02. اطلع عليه بتاريخ 2021-06-26.
12. ↑  "وَهجُ الموتِ في رواياتِ غازي القصيبي". جريدة الرياض. 22 أغسطس 2020. مؤرشف من الأصل في 2021-05-22.